# 腹外疝
腹外疝是位于腹部的一种疝，由腹腔内的脏器或组织连同腹膜壁层，经腹壁薄弱点或孔隙，向体表突出所形成。主要有腹股沟疝、股疝、脐疝、白线疝等，其中腹股沟疝是最常见的腹外疝。真性腹外疝的疝内容物必须位于有腹膜壁层形成的疝囊内，而切口疝没有疝囊，不属于真性腹外疝。